# Restio bifidus
Restio bifidus är en gräsväxtart som beskrevs av Carl Peter Thunberg. Restio bifidus ingår i släktet Restio och familjen Restionaceae. Inga underarter finns listade i Catalogue of Life.